# Sakon Nakhon
Sakon Nakhon (taj. สกลนคร) – miasto w północno-wschodniej Tajlandii w regionie Isan, stolica prowincji Sakon Nakhon. W 2019 roku liczyło 53 100 mieszkańców.